# Intrapreneurship
Intrapreneurship (der Begriff setzt sich zusammen aus den beiden englischen Wörtern „Intracorporate“ und „Entrepreneurship“) bzw.  Binnenunternehmertum bezeichnet das unternehmerische Verhalten von Mitarbeitern in Unternehmen und öffentlichen Einrichtungen. Die Mitarbeiter sollen sich so verhalten, als ob sie selbst Unternehmer (Entrepreneur) wären. Der Begriff wurde 1978 durch Gifford Pinchot III geprägt. Mitte der 1980er Jahre setzte die akademische Forschung zum Thema Intrapreneurship ein.

## Ziele
Durch mehr Verantwortungsbewusstsein und eigenverantwortliches Handeln, Mitdenken und aktive Gestaltung des Unternehmens soll die Flexibilität eines Unternehmens erhöht werden. Zudem ist unternehmerisches Handeln dann besonders gefragt, wenn große Unternehmen Teile ihres Geschäfts in eigenständige Einheiten auslagern und sie als kleine und mittlere Unternehmen (KMU) am Markt agieren lassen.

## Vorgehen
Intrapreneurship-Programme umfassen in der Regel ein Bündel an Einzelmaßnahmen, die sowohl beim Unternehmen als auch beim einzelnen Mitarbeiter ansetzen. Das Management muss Unternehmertum fördernde Rahmenbedingungen bereitstellen (z. B. flache Hierarchien, offene Kommunikations- und Informationskultur, Anreizsysteme). Die Mitarbeiter müssen entsprechend geschult werden, um unternehmerische Tugenden (z. B. Kostenbewusstsein, Kundenorientierung, Eigeninitiative) zu verinnerlichen. Zu den innovationsförderlichen Strukturen gehören insbesondere auch
- Durchdringung des Teams mit Vision und Strategie
- Verantwortung für Ziele und Ergebnisse.
- Wenige, aber ausreichend viele Regeln und Bürokratie.
- Freiräume – Aktivitäten außerhalb der Stellenbeschreibung erlauben.
- Toleranz gegenüber Fehlern.
- Transparenz und Partizipation bei Entscheidungen.[1]

## Beispiele
Als Beispiele für funktionierendes Intrapreneurship werden Unternehmen wie 3M, Intel oder Google genannt. Ein früher japanischer Vertreter des Prinzips war Idemitsu Sazō.
3M fördert viele Projekte innerhalb des Unternehmens. Sie geben den Mitarbeitern eine gewisse Freiheit, ihre eigenen Projekte zu schaffen, und sie geben ihnen sogar Mittel, die sie für diese Projekte verwenden können. Neben 3M hat auch Intel eine Tradition der Umsetzung von Intrapreneurship. Google ist auch dafür bekannt, dass es Intrapreneur-freundlich ist und seinen Mitarbeitern erlaubt, bis zu 20 % ihrer Zeit für Projekte ihrer Wahl zu verwenden.
Andere Unternehmen wie Xerox, Virgin, Siemens und Microsoft suchen ebenfalls nach einzigartigen Lösungen, um Corporate Entrepreneurship, CE, in ihren eigenen Unternehmen zu fördern, z. B. durch den Aufbau separater Forschungs- und Entwicklungsabteilungen. Siemens-Nixdorf verfolgte einen anderen Ansatz und entwarf ein zweijähriges Unternehmensprogramm, um 300 Manager zu Intrapreneurs zu machen, die in der Lage sind, neue Geschäftsmöglichkeiten mit beachtlichem Potenzial zu erkennen.
Die Fallstudienforschung „Engines of Progress“ bei Kanter und Richardson beschreibt, wie Ohio-Bell intrapreneuriales Verhalten durch die Entwicklung eines Innovationssystems namens „Enter-Prize“ gefördert hat. Angeblich ging es bei dem Programm um die Generierung von Innovation, aber das Design war eher kulturell als finanziell.
Cisco führte eine „Innovate Everywhere Challenge“ an, um 2016 eine Unternehmenskultur der Innovation aufzubauen. Sie boten 50.000 Dollar in bar (25.000 Dollar Seed, 25.000 Dollar Reward) und 3 Monate bezahlte Auszeit für die Gewinner. Zu den drei vorgestellten Ideen gehörten Videokonferenzen in virtueller Realität, Programme zur Einstellung von Behinderten und eine Produktivitätssuite für digitale Medien.

## Auswirkungen auf den Innovationsprozess
Das Konzept konzentriert die Energien von Mitarbeitern, die sonst von Konzernroutinen absorbiert würden, auf den Innovationsprozess. Es ermöglicht auch, Mitarbeiter mit innovativen Produkt- oder gründungsreifen Geschäftsideen in Großunternehmen zu halten, weil sie dort ihre Ideen in relativ autonomen Strukturen realisieren können, ohne sofort in die Selbständigkeit gehen zu müssen. Im Rahmen von Corporate-Entrepreneurship-Strategien ist auch eine spätere Förderung von Ausgründungen (Ableger) denkbar, ohne dass das Mutterunternehmen den Einfluss auf die Ausgründung völlig aufgibt.

## Auswirkungen auf Beschäftigte
Die Beschäftigten haben einerseits mehr Verantwortung und Selbständigkeit. Anderseits gehen mit Managementmethoden wie dem Intrapreneurship auch maßlose Anforderungen und systematische Überforderungen einher, was unter anderem zum Burnout-Syndrom führen kann. In der sozialwissenschaftlichen Debatte spricht man des Weiteren von verschiedenen Phänomenen als Folge derartiger Managementmethoden, wie der faktischen Verlängerung von Arbeitszeit, Selbstausbeutung und Gruppenzwang.

## Rezeption
Deutschmann, Faust, Jauch, Notz weisen darauf hin, dass in den von ihnen untersuchten Unternehmen vorwiegend die Vorteile von „Intrapreneurship“ betont werden, während Schwierigkeiten daraus intern eher auf persönliche Gründe einzelner Mitarbeiter zurückgeführt werden. Christoph Deutschmann (1995) warnte vor strukturellem Egoismus und der Auflösung sozialer Kohäsion innerhalb der „neuen Organisationsstrukturen“. Mit der Forcierung der Idee der „Intrapreneure“ in Unternehmen waren Hierarchien notwendigerweise abzuflachen, daraus entstehen häufig Politisierungsdilemmata. Stefan Kühl (1994) geht außerdem von übersehenen bzw. versteckten Komplexitätskosten aufgrund von Überforderungsphänomenen aus. Struktureller Egoismus tendiert dazu, mögliche Synergieeffekte zu konterkarieren.